# 柿木孝哉
柿木 孝哉（かきぎ たかや、1957年11月18日 - ）は、宮崎県出身の元アマチュア野球選手である。ポジションは内野手（二塁手）。

## 来歴・人物
宮崎商業高校では、1975年夏の甲子園県予選で決勝に進むが、その決勝で惜しくも、日南高校に敗れ、甲子園出場を果たすことができなかった。高校卒業時には、同年のドラフト会議で読売ジャイアンツから6位指名されたが入団を拒否し、明治大学に進学する。
大学では、東京六大学野球リーグでは1979年秋季リーグで、ベストナインに選ばれ、主将も務めた。
大学卒業後は、九州産業交通に入社する。1982年の都市対抗野球では電電九州の補強選手として出場した。